# Seefestspiele Silva Waldhausen

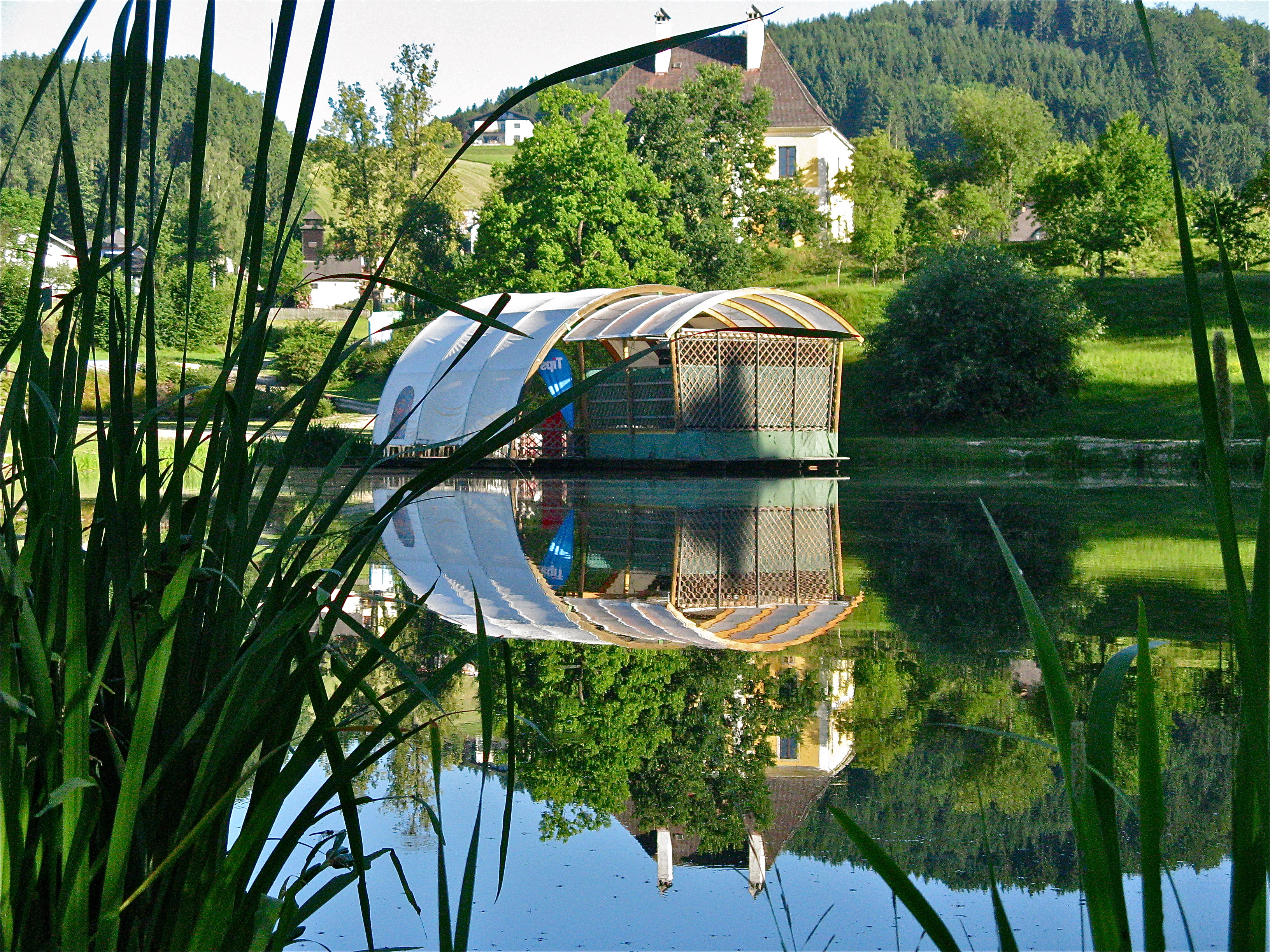
Österreichs kleinste Seebühne am Nepomukteich in Waldhausen im Strudengau

Die Seefestspiele Silva Waldhausen auf der Seebühne im Nepomuk-Teich in der Marktgemeinde Waldhausen im Strudengau im Bezirk Perg in Oberösterreich sind Österreichs selbsternannte kleinste und Oberösterreichs einzige Seefestspiele.

## Veranstaltungsort
Der 1992 unterhalb der ehemaligen Stiftskirche Waldhausen angelegte Nepomukteich hat eine Fläche von 7500 Quadratmetern und wurde so benannt, weil sich am vorbeiführenden Klostersteig eine Statue des Heiligen befindet. Aus historischen Aufzeichnungen geht hervor, dass sich auf dem betreffenden Areal in früherer Zeit eine Fischteichanlage des Stiftes befand. Die Seebühne wurde 1995 als Leimbinderkonstruktion mit einer Bühnenfläche von 180 Quadratmetern errichtet.
Neben Silva ist der Nepomukteich auch einer der Veranstaltungsorte des Grenzfluss-Worldjazz Festival, dessen Intendant seit 2010 Peter Madsen ist.

## Seefestspiele
Das Sommerfestival Silva findet seit 2005 auf dem Nepomuk-Teich des ehemaligen Stiftes Waldhausen statt und wird vom Verein Grenzfluss gemeinsam mit der Marktgemeinde Waldhausen im Strudengau und der Mimus-Bühne Waldhausen veranstaltet. Die Bühne bietet gleichzeitig auch Platz für die höchstens 130 Besucher, sodass eine besondere Nähe von Künstlern und Publikum entsteht. Seit 2008 besteht unter der Bezeichnung fussfrei eine Kooperation mit weiteren Kulturveranstaltern in der ober- und niederösterreichischen Grenzregion. Die Veranstaltungen sind hauptsächlich dem Genre Kabarett zuzuordnen:
- 2010: 30. Juni bis zum 10. Juli (6 Veranstaltungen)
- 2011: 27. Juni bis 8. Juli (8 Veranstaltungen)
- 2012: 13. Juni bis 29. Juni (11 Veranstaltungen)

Folgende Künstler und Ensembles konnten bereits einmal oder mehrmals verpflichtet werden:
Quinzet, Die Maenner: Max Mayerhofer und Wolf Gruber, Theaterachse, Theater Tabor, Die Impropheten: Theatersportgruppe des Linzer Posthof, Die Niederträchtigen: (Katrin Weber, Thomas Pohl, David Wagner, Heidelinde Leutgöb), Mimusbühne Waldhausen, Stefan Haider, Mojca-Kosi-Trio, Michael Schuller, Robert Mohor, Nägel mit Köpfen, Wiener Waldhornverein mit Roland Horvath, Mario Bernhold, Soulicious, Living Dead Clowns, Blue Haze, Lainer und Linhart, Michael Späth (Illusionist), Mike Supancic (Jesus Mike Superstar), Toorah Loora Ladies, Kabarett Blözinger, Die Dornrosen, Arc en Ciel, O. Lendl, Winkler & Feistritzer, Ludwig Müller, Christoph Krall und Simon Pichler, Fredi Jirkal, Strobl & Sokal (Thomas M. Strobl und Rainer Sokal), Nadja Maleh, Fräulein Kathi, Christoph Fälbl, Gregor Bloéb, Klaus Eckel, Reinhard Nowak, Andreas Steppan, Sina Heiß und Franziska Fleischanderl, Wiff & Hanzhanz – Musikvarieté, Susanne Pöchacker, Clemens Maria Schreiner, Mike Supancic, Die Gimpel (Gloggi & Schicho), Ludwig W. Müller, Triotonic, Lorenz Raab sowie das Linzer Theater in der Innenstadt mit der Produktion: „Falco - Rock Me Again!“. Theater in der Innenstadt